# Георг Кристоф фон Траутмансдорф
Георг Кристоф фон Траутмансдорф (на немски: Georg Christoph Graf von Trauttmansdorff; † 1660) e граф на Траутмансдорф, господар на замък Траутмансдорф близо до град Мерано. Той е от старата австрийска и бохемска рицарска фамилия фон Траутмансдорф от Източна Щирия.

## Произход
Той е син на фрайхер Георг Адам фон Траутмансдорф-Фрайентурм-Кастелалт († 1599) и съпругата му фрайин Юдит Шайдт фон Целерис († 21 септември 1634), дъщеря на фрайхер Георг Шайдт фон Целерис († 31 януари 1583, Радкерсбург) и Естер фон Радтмансдорф. Внук е на Йоахим фон Траутмансдорф († 13 октомври 1571, Лайбниц) и фрайин Катарина Бройнер фон Щюбинг. Потомък е на Херанд III фон Траутмансдорф († 1467) и Катарина фон Кирхберг. Сестра му Ева фон Траутмансдорф се омъжва 1629 г. за фрайхер Фердинанд Якоб фон Велц-Шпигелфелд (* 25 юли 1602; † 13 ноември 1655).

## Фамилия
Георг Кристоф се жени за фрайин Мария Розалия Анна Барбара фон Риндсмаул († 16 март 1665), дъщеря на фрайхер Руперт фон Риндсмаул (* 1 септември 1570; † 15 май 1651) и фрайин Салома фон Херберщайн († 2 септември 1642). Те имат две дъщери:
- Мария Цецилия Терезия фон Траутмансдорф (* 1647; † 13 декември 1706, Грац), омъжена 1669 г. за граф Франц Адам фон Дитрихщайн (* 30 март 1642, Грац; † 24 юли 1702, Виена), син на граф Зигисмунд Лудвиг фон Дитрихщайн (1603 – 1653) и графиня Анна Мария фон Мегау (1610 – 1698)
- Мария Констанцуя Елизабет фон Траутмансдорф (* 12 май 1651; † 1 май 1722, Лайбах), омъжена на 29 април 1670 г. в Грац за граф Йохан Хервард фон Ауершперг (* 12 април 1643, Лайбах; † 26 август 1701, Лайбах), син на граф Йохан Андреас II фон Ауершперг (1615 – 1664) и Анна Елизабет фон Ламберг (1621 – 1668)